# Tambellup
Tambellup is een plaats in de regio Great Southern in West-Australië. Het ligt aan de rivier Gordon, 290 kilometer ten oosten van Perth, 40 kilometer ten zuiden van Katanning en 36 kilometer ten westen van Gnowangerup. Het plaatsje is het administratieve centrum van het lokale bestuursgebied Shire of Broomehill-Tambellup en een verzamelpunt voor de landbouwproductie, voornamelijk granen, uit het district (Cooperative Bulk Handling). In 2021 telde Tambellup 281 inwoners tegenover 297 in 2006.

## Geschiedenis
De eerste Europeaan die de streek verkende was 'ensign' Robert Dale toen hij in de jaren 1830 als eerste over de Darling Range trok. In de late jaren 1840 vestigden zich de eerste veetelers in de streek. In 1849 trok landmeter-generaal John Septimus Roe door de streek en vermeldde Morrisons station als "Tambul-yillup". Later vestigde de familie Norrish zich er en werd de plaats gewoonlijk als "Tambellelup" beschreven. In 1889 werd de Great Southern Railway in gebruik genomen en een station in Tambellelup gevestigd. Op de dienstregelingen van het spoorwezen werd de naam afgekort tot Tambellup. De plaats Tambellup werd officieel gesticht in 1899.
De betekenis van de plaatsnaam is onduidelijk. Tambellup werd afgeleid van een Aborigineswoord. Volgens sommigen zou het "plaats van de donder" betekenen. Volgens een andere theorie betekent Tambellup "plaats van de Tammars". Tammar is een Aboriginesnaam voor een vroeger in de streek veel voorkomend buideldier.
De hoofdstraat heet Norrish Street en werd vernoemd naar Tambellups eerste Europese kolonist, Josiah Norrish (1841-1884). Norrish vestigde zich er in 1872, aangetrokken door het vele sandelhout in de omgeving.
De rivier Gordon overstroomde een aantal keren in de 20e eeuw. De zwaarste overstromingen vonden plaats in 1913, 1937, 1957 en 1982 waarbij Tambellup soms tot 1 meter onder water kwam te staan.

## 21e eeuw
Tambellup is het administratieve centrum voor de streek die schapenteelt en de productie van landbouwgewassen als voornaamste economische bedrijvigheid kent. In 2012 werd een historisch project op poten gezet, gefinancierd met een toelage van Lottery West.

## Toerisme
Dankzij het historisch project heeft Tambellup enkele toeristische bezienswaardigheden:
- De Town Trail, River Trail en Noongar Trail werden samengevoegd tot de Tambellup Heritage Trail die in de hoofdstraat aanvangt en middels informatieborden de geschiedenis van de streek verhaalt.
- Het Corner Shop Museum is een klein streekmuseum.
- De Toolbrunup School is meer dan honderd jaar oud en biedt nog onderdak aan het originele meubilair.
- De St Peters Church is een klein kerkje dat meer dan honderd jaar oud is en nog steeds in gebruik is. Het kerkhof ligt op wandelafstand.
- Aan de Gordon River Weir and Picnic Area kan men zwarte zwanen bezichtigen.
- Verder zijn er in de streek nog tal van nationale parken en wijndomeinen.

## Transport
Tambellup ligt langs de Great Southern Highway. De GS2-busdienst van Transwa tussen Perth en Albany doet Tambellup meerdere keren per week aan.
De Great Southern Railway loopt door Tambellup. De spoorweg maakt deel uit van het goederenspoorwegnetwerk van Arc Infrastructure. Er rijden geen reizigerstreinen.

## Klimaat
Tambellup kent een mediterraan klimaat met koele vochtige winters en droge hete zomers.
Albany · Amelup · Badgebup · Borden · Bornholm · Boscabel · Bow Bridge · Boxwood Hill · Bremer Bay · Broomehill · Cartmeticup · Chinocup · Cranbrook · Denmark · Elleker · Frankland River · Gairdner · Gnowangerup · Jerramungup · Jingalup · Kalgan · Katanning · Kendenup · King River · Kojonup · Kwobrup · Little Grove · Lower King · Manypeaks · Mount Barker · Muradup · Narrikup · Needilup · Nornalup · Nyabing · Ocean Beach · Ongerup · Pingrup · Porongurup · Redmond · Tambellup · Tenterden · Torbay · Tunney · Wellstead · Woodanilling